# Гарипова, Антонина Алексеевна

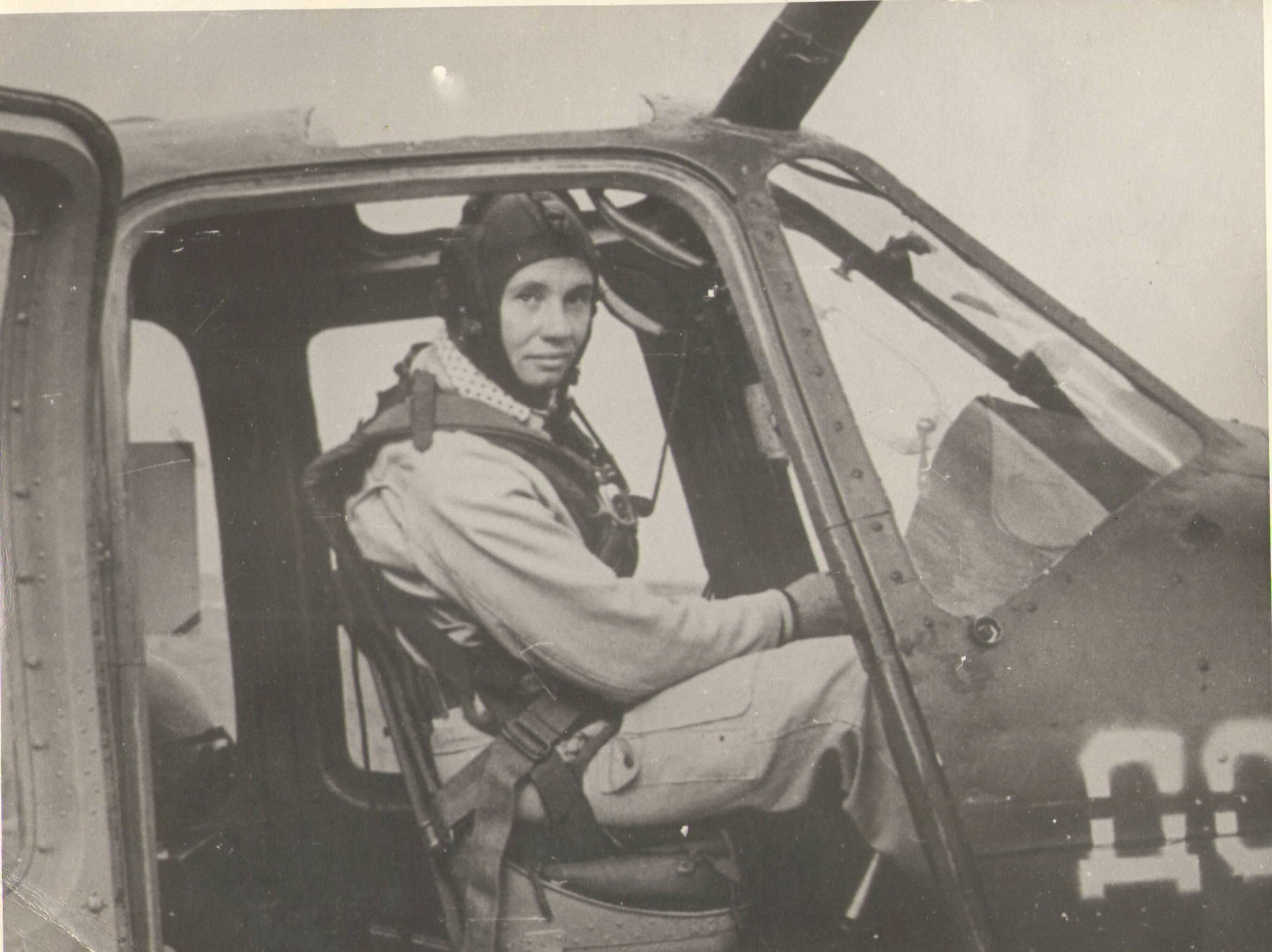
Антонина Гарипова в кабине вертолета Ми-1

Антонина Алексеевна Гарипова (в девичестве — Петухова) (30 сентября 1949, Табошар — 28 февраля 2022, Ижевск) — советская спортсменка-вертолётчица, шестикратная чемпионка СССР по вертолётному спорту, трёхкратная абсолютная чемпионка СССР в многоборье (1975, 1976, 1982), член сборной СССР, мастер спорта СССР международного класса (1982). Лётчик-инструктор 1 класса.

## Биография
Родилась 30 сентября 1949 года в посёлке Табошар Таджикской ССР. В 1952 году с семьёй переехала в Минеральные Воды, в 1958 году — в село Хотылево, в 1961 году — в Ижевск.
В 1966 году начала заниматься в лётном кружке при аэропорте, затем — в Ижевском учебно-авиационном центре ДОСААФ СССР.
Трижды (в 1975, 1976 и 1982 году) побеждала на чемпионате СССР по вертолётному спорту в многоборье (слалом, слалом с грузом). Также на чемпионатах СССР завоевала 3 золотых медали в отдельных упражнениях, 4 серебряных и 2 бронзовых медали.
Завершила спортивную карьеру в 1990 году. Много лет была инструктором Ижевского авиацентра в Пирогове. Вела подготовку вертолётчиков, в том числе участвовавших в боевых действиях в Афганистане и других горячих точках.
Работала инженером на заводе «Ижмаш». Была членом Удмуртского регионального отделения партии «Демократический выбор России».
Почётный член всероссийской общественной организации ветеранов «Боевое братство».
В январе 2022 года, ещё при жизни, в честь Гариповой была названа улица в Ижевске.
Скончалась 28 февраля 2022 года от последствий COVID-19.

## Семья
Муж — Анэс Нургалиевич Гарипов, лётчик-инструктор.
Дети — Гульнара, Фарид, Зуфар.